# یواس‌اس رینیر (ای‌ئی-۵)
یواس‌اس رینیر (ای‌ئی-۵) (به انگلیسی: USS Rainier (AE-5)) یک کشتی بود که طول آن 459 ft (140 m) بود. این کشتی در سال ۱۹۴۱ ساخته شد.